# 牛追掛節
牛追掛節（うしおいかけぶし）は、島根県の牛追い唄である。伝説では、豊臣秀吉による大坂城築城の際、大坂の伯楽頭孫四郎が歌い始めた音頭唄に始まるという。人夫の苦労を癒し、ウシの前途を祝したものである。
歌詞は、「沖の船頭さんに、晒しの手拭三尺三寸貰たけど、私が冠るのにソリヤ好いけれども、殿さんに冠せまさ、染ずにや冠れぬ紺屋様、色は何色なんなりと、一に橘、二にかきつばた、三に下り藤、四に獅子牡丹も染めて上げろ、五つ岩屋に咲く千代、六つ紫や見事なが、七つ成天実がのりて、八つ山吹咲き乱れ、九つ小梅も咲き乱れ、十で殿さんに冠せまして、私や後からついて行く」。